# Казе де Менеги (Падова)
Казе де Менеги је насеље у Италији у округу Падова, региону Венето.
Према процени из 2011. у насељу је живело 57 становника. Насеље се налази на надморској висини од 13 м.